# 大蒜路由
大蒜路由（英語：Garlic routing）是洋葱路由的一个变体，它将传输的原始数据拆散为加密数据包通过多条隧道交叉疏散传递，令攻击者的流量分析难上加难。在洋葱路由中一条或多条数据流的上传与下载共用一条隧道，而这种路由方式的上传与下载隧道相互独立而且两个方向上的隧道数量都可能>1，所以被称为大蒜路由。
与洋葱路由的電路交換（Circuit Switching）相比，大蒜路由也称为封包交換（Packet Switching）方式。大蒜路由是I2P与Tor及其他隐私/加密网络的主要区别之一。

## 采用大蒜路由的P2P应用程序
- I2P - 匿名的表层网络令其他程序可以在其上运行（开源，用Java编写）
- Perfect Dark - P2P客户端通过混淆网络及文件分布式存储提供匿名性支持（免费，Windows软件）